# Erbschaftsteuer in Italien
In Italien wird bei einem Erwerb von Todes wegen eine Erbschaftsteuer und bei einer unentgeltlichen Zuwendung unter Lebenden eine Schenkungsteuer erhoben. Rechtsgrundlage ist das Erbschaft- und Schenkungsteuergesetz (Imposta sulle successioni e donazioni).

## Abschaffung und Wiedereinführung der Steuer
Während des ersten Jahrzehnts dieses Jahrhunderts unterlag das italienische Erbschaft- und Schenkungsteuerrecht mehreren tiefgreifenden Wandlungen. Zur Jahrhundertwende galt das Erbschaft- und Schenkungsteuergesetz vom 31. Oktober 1991 (Gesetz Nr. 346/1990), das einmal den gesamten Nachlass mit einer Nachlasssteuer von bis zu ca. 20 % belastete und zum anderen noch eine Erbanfallsteuer erhob, die sich nach der Höhe und dem Verwandtschaftsgrad des Erwerbers zum Erblasser bzw. Schenker richtete. Im Jahr 2000 waren die Steuersätze bereits drastisch gesenkt worden (auf 4 % bis 8 %), bevor dann im Rahmen des vom Ministerpräsidenten Silvio Berlusconi vor seiner Wiederwahl angekündigten 100-Tage-Vertrages die Steuer 2001 gänzlich abgeschafft wurde. Abgeschafft wurde auch eine Wertzuwachsteuer für Grundstücke.
Während der Amtszeit der Nachfolgeregierung unter Romano Prodi (2006–2008) wurden mit Wirkung vom 1. Januar 2007 die Erbschaft- und Schenkungssteuern durch die Gesetze vom 24. November 2006 (Nr. 286) und 27. Dezember 2006 (Nr. 296) wieder eingeführt, wie in diesem Artikel geschildert. Ihr weiteres Schicksal bleibt indessen ungewiss.

## Steuerpflicht und Nachlassvermögen
Die Erbschaft- und Schenkungsteuer ist nunmehr als Erbanfallsteuer ausgestaltet, womit der Erwerb bei dem Erwerber und nicht beim Nachlass (so genannte Nachlasssteuer) besteuert wird.  Betroffen von der Steuer ist das gesamte übergehende bzw.  übertragene Vermögen. Dies bezieht sich auch auf das im Ausland befindliche Vermögen, wenn der Erblasser oder Schenker steuerlich in Italien ansässig ist. Ist der Erblasser oder Schenker nur beschränkt steuerpflichtig, weil er seinen Wohnsitz außerhalb Italiens hat, unterliegt nur das in Italien befindliche Vermögen der Steuer. Grundstücke werden zum Katasterwert berücksichtigt, kotierte Wertpapiere zum Börsenwert, ansonsten gilt der Verkehrswert.

## Steuertarif
Die Steuer wird in Höhe eines Prozentsatzes vom Wert des Nachlasses oder schenkungsweise übertragenen Vermögens berechnet. Dazu werden die Erben (Schenkungsempfänger) in drei Gruppen unterteilt:
- Ehegatten und Kinder sowie Kindeskinder (Enkel)
- Verwandte in der Nebenlinie bis zum vierten Grad sowie die mit dem Erblasser (Schenker) verschwägerten Personen
- sonstige Verwandte und nicht verwandte Personen

Die Steuersätze betragen fest (ohne Progression) für die erste 4 %, die zweite 6  % und die dritte Gruppe 8 %.
Jedem Erben der ersten Gruppe wird zudem ein Freibetrag in Höhe von 1 Mio. Euro gewährt,  Geschwister (Gruppe 2) erhalten einen Freibetrag von 100.000 Euro.  Behinderten Personen (im Sinne des Gesetzes vom 5. Februar  1992 n. 104)  steht in allen Gruppen ein Freibetrag von 1,5 Mio. Euro zu.

## Unternehmensnachfolge
Übertragungen von italienischen Unternehmen an Nachkommen (Kinder oder Enkel) sind unter der Voraussetzung gänzlich von der Erbschaft- und Schenkungsteuer befreit, dass der Erwerber die Unternehmensbeteiligung für mindestens fünf Jahre hält. Bei Kapitalgesellschaften müssen dem Erwerber zudem mehr als 50 % der Stimmrechte zur Sicherstellung der Kontrollmehrheit übertragen worden sein. Wird die Behaltensfrist nicht eingehalten, so entfällt die Vergünstigung rückwirkend zur Gänze, zusätzlich wird noch ein Strafzuschlag von 30 % erhoben.

## Verfahren
Erben müssen innerhalb von sechs Monaten bei dem zuständigen Finanzamt eine Erbschaftsteuererklärung abgeben, in der Angaben zu den betroffenen Personen gemacht werden müssen und die entsprechenden Urkunden vorzulegen sind.

## Doppelbesteuerung
Infolge der Besteuerung des Weltvermögens kann es zu einer Doppelbesteuerung in Italien und in dem Staat, in dem sich die ausländischen Nachlassteile befinden, kommen. Italien hat weder mit Deutschland noch der Schweiz ein dies vermeidendes Doppelbesteuerungsabkommen. Jedoch kann die insoweit im Ausland angefallene Erbschaft- oder Schenkungsteuer auf die entsprechende für denselben Erwerb entstandene italienische Steuer angerechnet werden.

## Zusätzliche Steuern bei Grunderwerb
Gehören zum Nachlass oder zum Gegenstand der Schenkung in Italien gelegene Grundstücke, so fallen zusätzlich auch die allgemeine Übertragungssteuer (Imposta di trascrizione oder Imposta ipotecaria) von 2 % und die Katastersteuer (Imposta catastrale) von 1 %  an. Handelt es sich bei dem Grundstück um den Hauptwohnsitz des Erblassers oder Schenkers (prima casa), dann  wird unabhängig von dem Verwandtschaftsverhältnis die Übertragungs- und Katastersteuer jeweils nur in Höhe eines Festbetrages von 168 Euro erhoben.